# Acritus ignobilis
Acritus ignobilis är en skalbaggsart som först beskrevs av Lewis 1888.  Acritus ignobilis ingår i släktet Acritus och familjen stumpbaggar. Inga underarter finns listade i Catalogue of Life.